# 拉多克尔凯德
拉多克尔凯德，是匈牙利沃什州所辖的一个村，总面积18.95平方公里，总人口263，人口密度13.9人/平方公里（2010年1月1日）。